# Nordea
Nordea Bank Abp — финский коммерческий банк, международная финансовая группа, одна из крупнейших в Северной Европе. Штаб-квартира базируется в Хельсинки.

## История
Образована в результате слияния и покупок в период с 1997 по 2000 годы банков Швеции, Финляндии, Дании и Норвегии (Nordbanken, Merita Bank, Unibank и Christiania Bank). С середины 2000-х годов создаются дочерние банки в прибалтийских странах, Польше и России. Согласно рейтингу журнала The Global Finance, в 2011 году банк Nordea занял 32 место среди 50 крупнейших банков мира..

## Деятельность
Банковская сеть Nordea включает в себя более 1400 отделений и представительств в 19 странах мира. Группа обслуживает 9,2 млн частных клиентов, 540 тысяч малых и средних компаний, 2350 корпораций и финансовых институтов. Отделения корпоративного банкинга работают в Германии (Франкфурт), Великобритании (Лондон), Сингапуре, Китае (Шанхай) и США (Нью-Йорк). Штаб-квартира международного частного банкинга находится в Люксембурге, с отделениями в Бельгии (Брюссель), Франции (Канны), Люксембурге, Испании (Фуэнхирола и Малага), Швейцарии (Цюрих). Интернет-банкингом пользуются 5,9 млн клиентов, которые ежегодно совершают более 560 млн платежей.
С 2007 года поддерживает технологию Chip Authentication Program.
Около половины выручки даёт чистый процентный доход, в 2020 году 4,5 млрд из 8,5 млрд евро, ещё 3 млрд приходится на комиссионные и плату за услуги. Из 552 млрд активов 330 млрд евро составляют выданные кредиты; объём принятых депозитов сравнительно невелик, 183 млрд, примерно столько же пассивов приходится на выпущенные корпоративные облигации (174 млрд).
Основными рынками являются Швеция (2,3 млрд выручки), Финляндия (1,6 млрд), Дания (1,3 млрд) и Норвегия (1,6 млрд). Деятельность в России, представленная Нордеа банк (с холдинговой компанией «Промышленная компания Весткон»), в 2020 году была свёрнута, Россия была шестым по значимости регионом для банка.
Подразделения:
- Частный банкинг — все виды финансовых услуг частным клиентам в странах Скандинавии; 39 % выручки.
- Коммерческий банкинг — финансовые услуги малому и среднему бизнесу в Скандинавии; 27 % выручки.
- Корпорации и институты — обслуживание скандинавских и транснациональных корпораций и финансовых институтов; 21 % выручки.
- Управление активами — управление крупными частными капиталами и активами инвестиционных фондов; 12 % выручки.

## Акционеры
По состоянию на конец 2020 года акционерами Nordea значились:
- Sampo Group, финская финансовая корпорация — 15,9 %
- BlackRock — 5 %
- Cevian Capital — 4,4 %
- Nordea Fonden — 3,9 %
- Alecta — 2,9 %
- Vanguard — 2,6 %
- Swedbank Robur Funds — 1,6 %
- Varma Mutual Pension Insurance — 1,5 %
- Nordea Funds — 1,2 %
- Norvegian Petroleum Fund — 1,1 %
- First Swedish National Pension Fond — 1 %
- Ilmarinen — 1 %

Акции банка имеют обращение на Стокгольмской, Хельсинкской и Копенгагенской фондовых биржах.

## Дочерние банки
- Nordea Bank Danmark A/S
- Nordea Bank Estonia
- Nordea Bank Finland Abp / Nordea Pankki Suomi Oyj
- Nordea Bank Latvia
- Nordea Bank Lietuva
- Nordea Bank Norge ASA
- Nordea Bank Polska S.A.
- Nordea Bank Russia

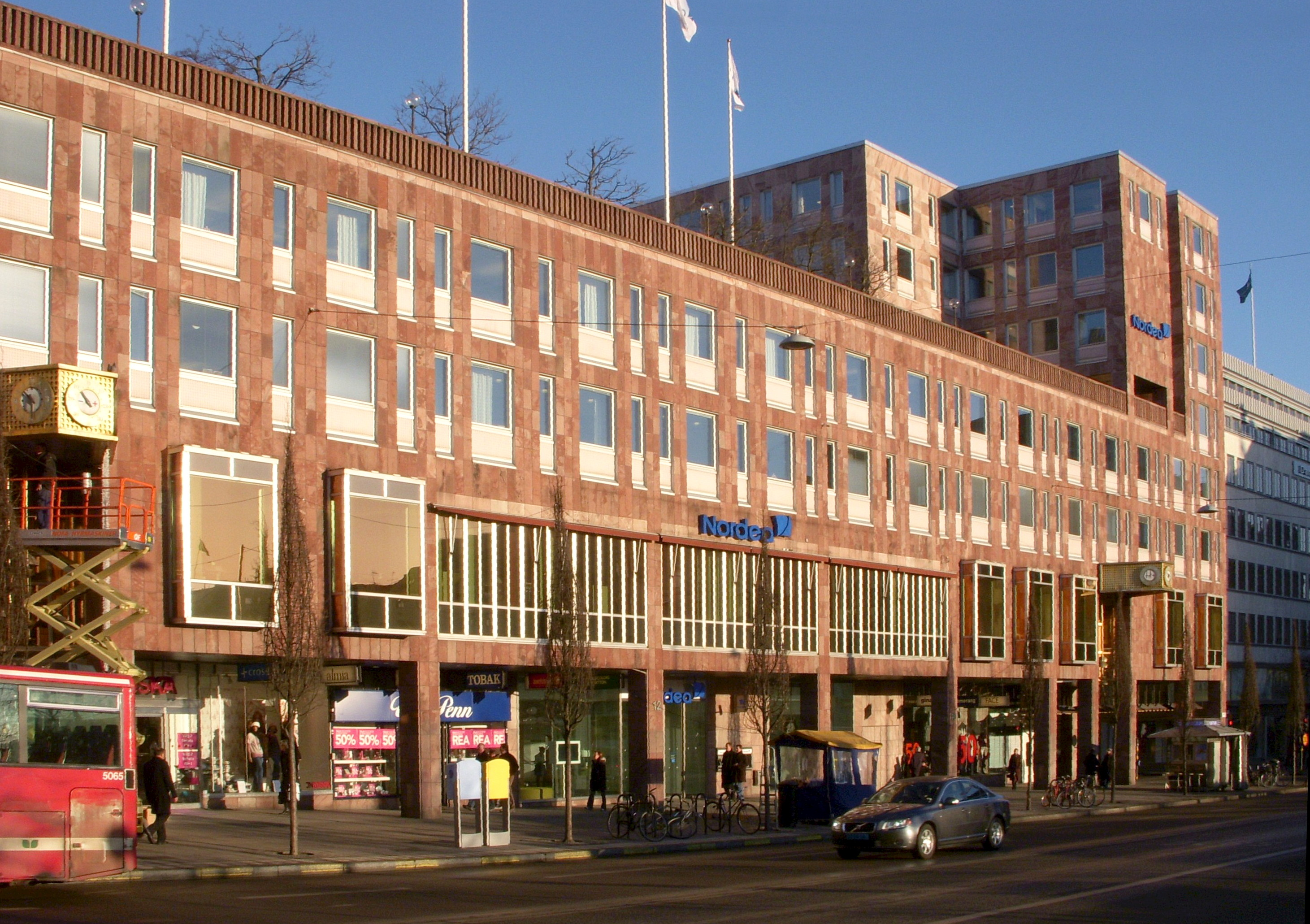
Глобальная штаб-квартира в Стокгольме
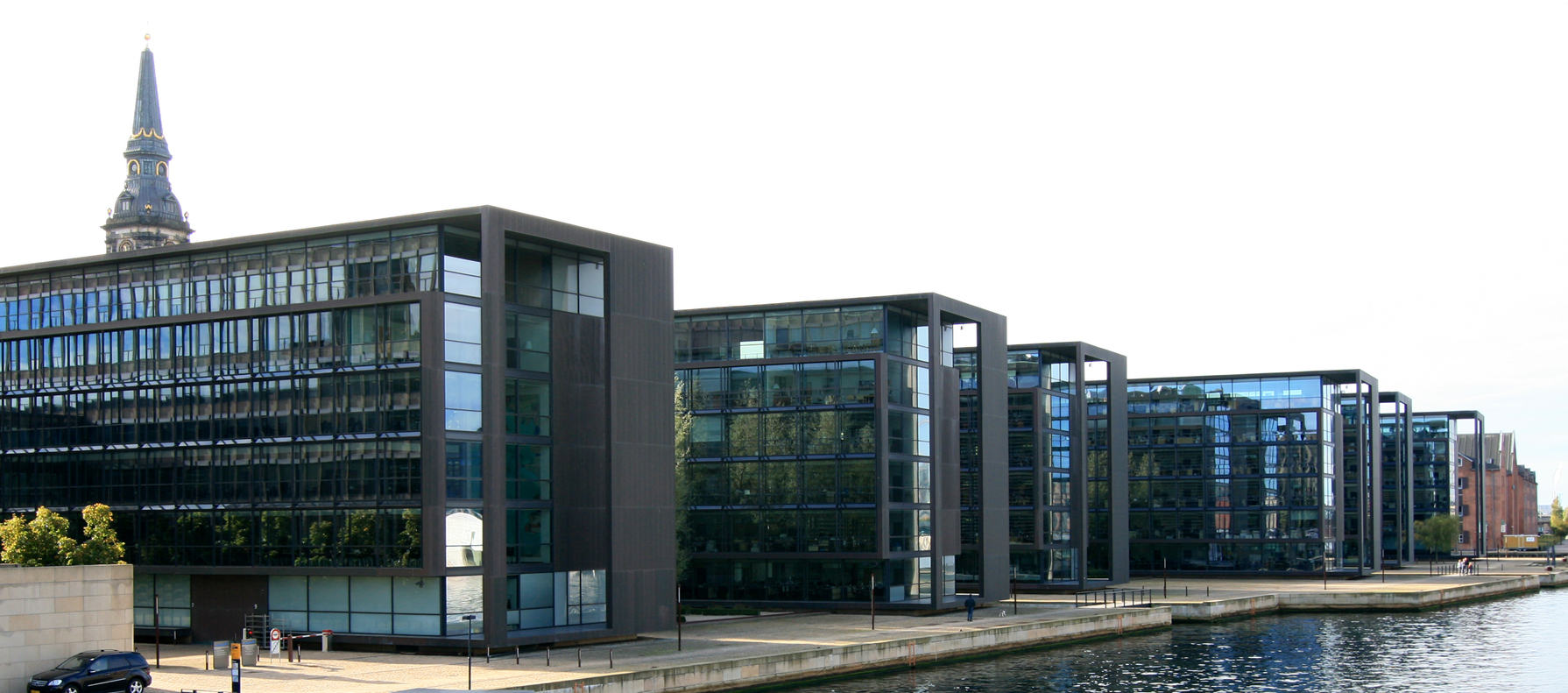
Датский офис в Копенгагене
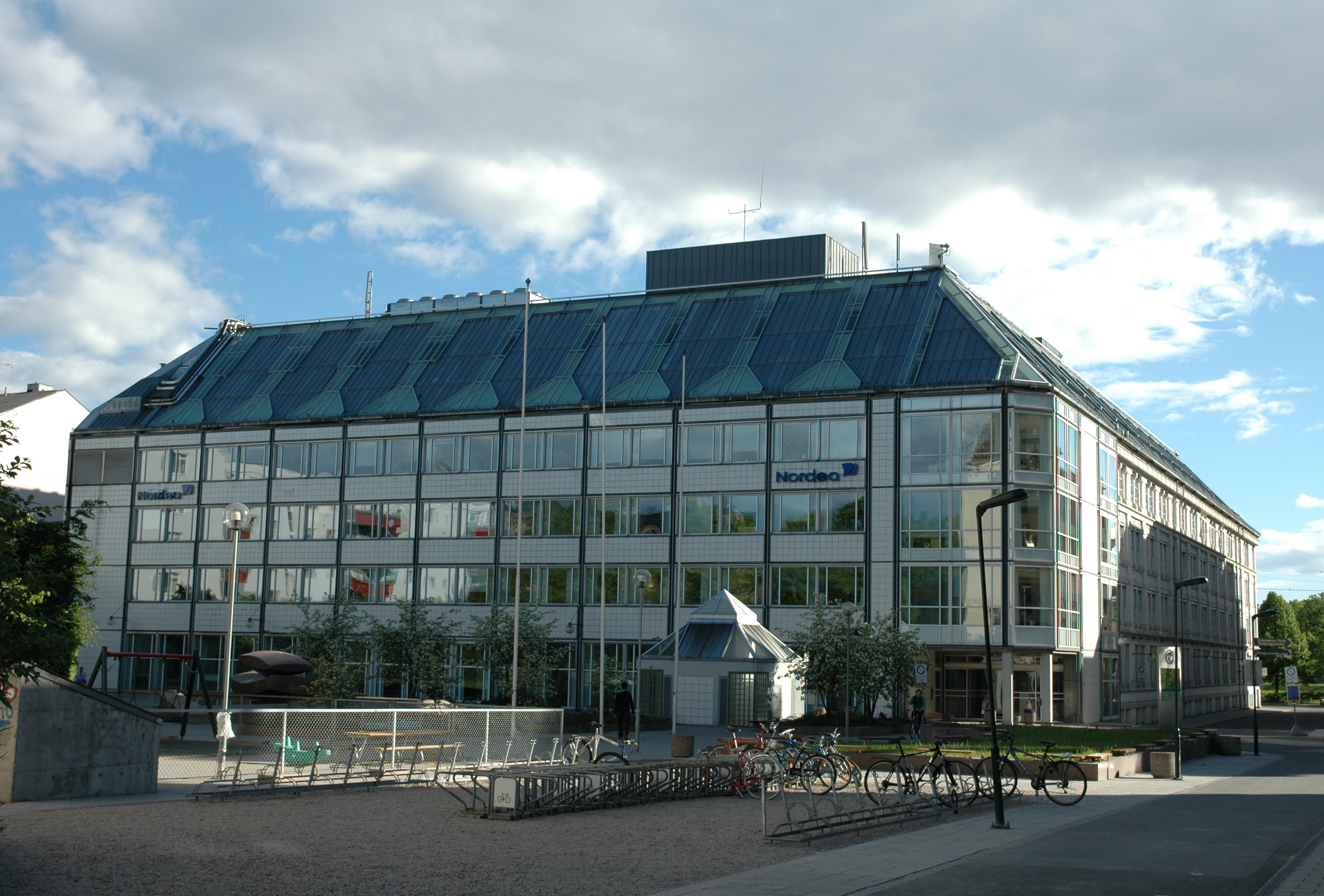
Норвежский офис в Осло
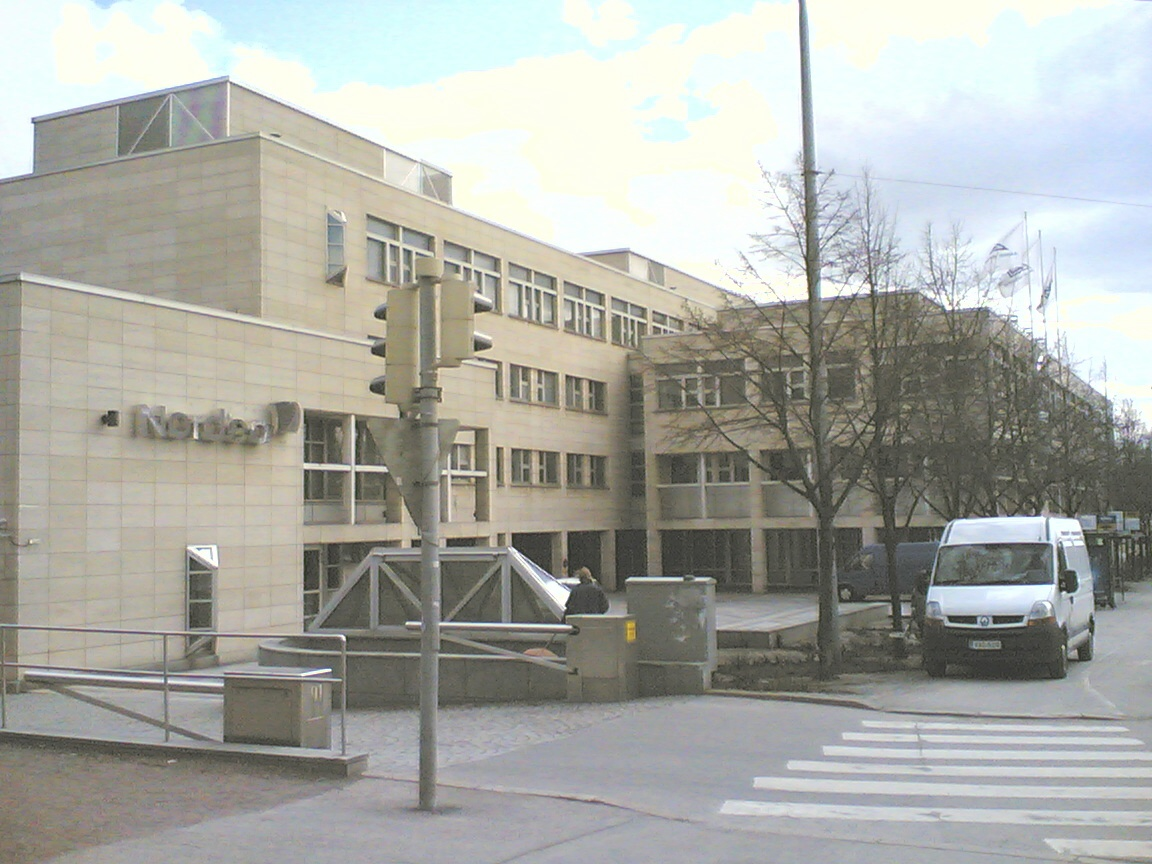
Офис в Хельсинки